# PDP-6
De PDP-6 is een mainframe die in 1963 door Digital Equipment Corporation (DEC) werd ontwikkeld en voor het eerst in de zomer van 1964 werd geleverd. Het was een uitbreiding van de bestaande 18-bits systemen van DEC om een 36-bits datawoord te gebruiken, wat destijds een gebruikelijke woordgrootte was voor grote machines zoals IBM mainframes. Het systeem werd gebouwd met dezelfde logische bouwblokken als de eerdere machines van DEC, zoals de PDP-1 en PDP-4.
Het systeem werd ontworpen met realtime toepassingen en interactief gebruik in gedachten, niet alleen batchverwerking zoals gebruikelijk was voor de meeste mainframes. Dit maakte de PDP-6 populair in universitaire omgevingen. De ondersteuning voor Lisp was bovendien bijzonder bruikbaar in kunstmatige intelligentielabs zoals Project MAC bij het MIT. Het systeem was echter complex, duur en onbetrouwbaar als gevolg van het gebruik van zoveel vroege germaniumtransistors. Er werden slechts 23 exemplaren verkocht.
De blijvende invloed van de PDP-6 was de herimplementatie met behulp van moderne siliciumtransistors en de nieuwere Flip-Chip-modules van DEC om de PDP-10 te produceren. De instructiesets van de twee machines zijn bijna identiek. De PDP-10 was goedkoper en betrouwbaarder, er werden ongeveer 1500 exemplaren van verkocht.

## Geschiedenis

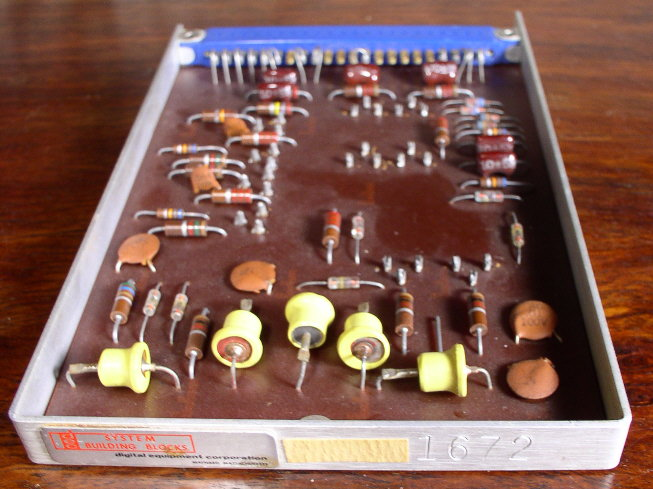
een System Building Block uit de PDP-6

De eerste producten van DEC waren geen computers, maar een reeks inplugbare circuits die bekend stonden als Digital Laboratory Modules die digitale logische schakelingen bevatten. Gebruikers konden de modules aan elkaar koppelen om specifieke taken uit te voeren. DEC introduceerde al snel de PDP-1 die opgebouwd was uit grote aantallen van deze modules met de naam System Building Blocks.
De PDP-1 gebruikte een woordbreedte van 18 bits. Woordbreedtes waren begin jaren 60 over het algemeen een veelvoud van zes bits, aangezien de tekencodes van die tijd 6 bits lang waren en het ook een bruikbare grootte was voor het opslaan van binair gecodeerde decimale cijfers met een optioneel teken, zoals veelgebruikt op toenmalige IBM-machines. Mainframes gebruikten over het algemeen een woordbreedte van 36 bits, maar er waren veel variaties. De 18-bits van de PDP-1 maakte de machine eenvoudiger en goedkoper dan deze mainframes. Voorstellen voor een PDP-2 en PDP-3 werden afgewezen en DEC's volgende machine, de PDP-4, was in wezen een kleinere en goedkopere PDP-1 die voor ongeveer de helft van de prijs werd verkocht. De PDP-5 was gebouwd met dezelfde componenten, maar gebruikte een 12-bits woordbreedte en was nog goedkoper.
De PDP-6 was DEC's eerste "grote" machine die 36-bits woorden gebruikte, net als andere grote computers van bedrijven als IBM, Honeywell en General Electric. In tegenstelling tot die machines werd de PDP-6 standaard geleverd met een timesharingsysteem. Timesharing was al beschikbaar voor andere machines, waarvan de bekendste de PDP-1 was, maar de PDP-6 was het eerste dergelijke systeem dat door de fabrikant werd ondersteund.
Wereldwijd werden er slechts 23 exemplaren van de PDP-6 verkocht, het kleinste aantal van alle DEC-machines. De PDP-6 was complex en duur om te bouwen en moeilijk om te installeren en operationeel te krijgen bij de klant. De verkoopcijfers vielen zodanig tegen dat DEC uiteindelijk besloot om het systeem te schrappen en aan te kondigen dat ze geen 36-bit machines meer zouden bouwen. DEC kwam echter op deze beslissing terug en ontwierp een nieuw 36-bits systeem met behulp van de nieuwe Flip-Chip-modules en veel kleinere systeemborden, wat een veel compacter een betrouwbaarder systeem opleverde. Het resulterende ontwerp werd in 1966 uitgebracht als de PDP-10. De PDP-10 was compatibel was met de PDP-6, draaide ongeveer twee keer zo snel, had zowel timesharing- als batchverwerkingsfuncties en bood een breed scala aan uitbreidingen en input/outputopties. De PDP-10 was met ongeveer 1500 verkochte exemplaren veel succesvoller dan de PDP-6.

## Hardware
De PDP-6 was berucht vanwege het 6205-bord, een grote printplaat van 28 × 23 cm (11 × 9 inch) dat een 1-bit rekenkundig register (AR), een geheugenbuffer (MB) en een multiplier-quotient register (MQ) bevatte. De CPU was opgebouwd uit 36 van dergelijke printplaten met 88 transistors, twee 18-pins en twee 22-pins connectoren. Vanwege al deze connectoren was het verwisselen van deze printplaat een ingewikkelde job. De mechanische koppeling maakte het zeer waarschijnlijk dat het oplossen van één fout een andere zou veroorzaken. Er was ook een grote angst om een PDP-6 uit te schakelen, omdat dit er doorgaans toe zou leiden dat er minstens één 6205-bord zou falen.
De ervaring met het 6205-bord bracht de ontwerpers van de eerste modellen van de PDP-10, de KA10 en KI10, ertoe om alleen kleine printplaten te gebruiken. Pas bij de KL10 werden weer grote printplaten gebruikt.

## Software
Het belangrijkste besturingssysteem dat op de machine werd gebruikt was de PDP-6 Monitor, een vroege versie van wat later TOPS-10 werd. Verschillende klanten maakten aangepaste versies van het systeem, die beschikbaar waren in broncodevorm. Het Incompatible Timesharing System (ITS) besturingssysteem van MIT begon ook op de PDP-6.
De PDP-6 ondersteunde timesharing door het gebruik van een statusbit die selecteerde tussen twee werkingsmodi: "Executive" en "User". Toegang tot input/output (I/O) en andere systeemfaciliteiten was beperkt in User-modus. Daarnaast was er een enkel relocation/protection register dat het mogelijk maakte om de adresruimte van een gebruiker te beperken tot een bepaald gedeelte van het hoofdgeheugen.
Hoewel het mogelijk was timesharing te gebruiken zonder een diskdrive, kon een PDP-6 met vier dubbele DECtape-drives slechts 4 tot 6 gelijktijdige gebruikers ondersteunen. Hetzelfde systeem met een enkele RP02 schijfeenheid kon gemakkelijk 20 tot 30 gebruikers aan.